# Sueviota atrinasa
Sueviota atrinasa és una espècie de peix de la família dels gòbids i de l'ordre dels perciformes.

## Morfologia
- Els mascles poden assolir 2 cm de longitud total.[1]

## Hàbitat
És un peix marí, de clima tropical i associat als esculls de corall que viu entre 18-20 m de fondària.

## Distribució geogràfica
Es troba a Austràlia i Indonèsia.

## Observacions
És inofensiu per als humans.